# Adelaide (Zuid-Afrika)
Adelaide is een plaats in de Zuid-Afrikaanse provincie Oost-Kaap.

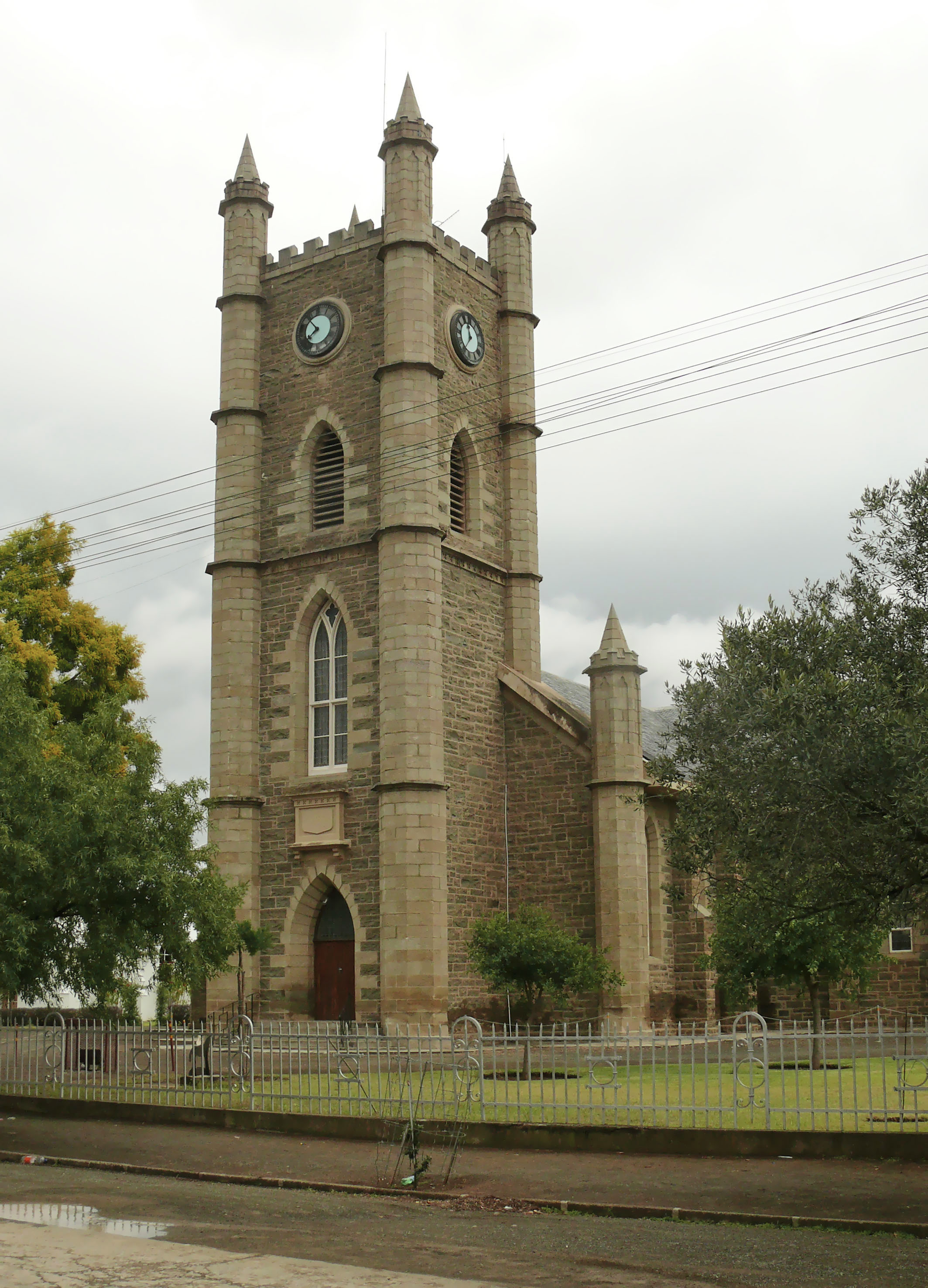
Nederlands Gereformeerde kerk van Adelaide

Adelaide telt 12.000 inwoners.